# Chevrolet Standard
La Standard è un'autovettura mid-size prodotta dalla Chevrolet dal 1933 al 1936. Nel primo anno di produzione, era denominata Standard Mercury.

## La Standard Mercury Serie CC: 1933
Il modello era dotato di un motore a valvole in testa e sei cilindri in linea da 2.966 cm³ di cilindrata che erogava 60 CV di potenza. La carrozzeria era disponibile in versione berlina due porte e coupé due porte. Di questa prima serie ne furono prodotti 35.845 esemplari. 

## La Standard Serie DC: 1934
Nel 1934 il modello cambiò nome. Alla denominazione, fu infatti eliminato il termine "Mercury". Alla gamma furono aggiunte le versioni berlina quattro porte, roadster due porte e torpedo quattro porte. La linea fu aggiornata. Di questa serie, ne furono assemblati 98.959 esemplari. 

## La Standard Serie EC: 1935
Nel 1935 fu introdotta la nuova serie. Esteticamente cambiò molto poco. Il motore fu ingrandito: ora aveva una cilindrata di 3.388 cm³ ed erogava 74 CV. Le cinque carrozzerie disponibili nella serie precedente furono confermate. Di questa serie, ne furono prodotti 201.773 esemplari. 

## La Standard Serie FC: 1936
Nel 1936 fu lanciata sui mercati l'ultima serie del modello. La Standard ora era dotata di una carrozzeria in acciaio. Per quanto riguarda le versioni, furono tolte dai listini la torpedo e la roadster e venne aggiunta la cabriolet due porte. La linea fu aggiornata e vennero introdotti i freni idraulici sulle quattro ruote. Il passo fu allungato. Le potenza del motore crebbe a 79 CV. Il modello uscì di produzione senza essere sostituito da nessuna vettura. Di questa serie, ne furono assemblati 408.417 esemplari.